# Crossing the Red Sea with The Adverts
Crossing the Red Sea with the Adverts è l'album debutto del gruppo punk inglese The Adverts, pubblicato nel 1978 da Bright Records.

## Il disco
Trouser Press dice che: "a suo modo l'album è pari al debutto di Clash e Sex Pistols, [...] e cattura un momento emozionante." Nel marzo 2003, Mojo ha piazzato Crossing the Red Sea with the Adverts al numero 17 nella sua classifica Top 50 Punk Albums.

## Tracce
Lato A
1. One Chord Wonders
2. Bored Teenagers
3. New Church
4. On the Roof
5. Newboys
6. Bombsite Boy

Lato B
1. No Time to Be 21
2. Safety in Numbers
3. Drowning Men
4. On Wheels
5. Great British Mistake

### Bonus track (ristampa2002)[5]
1. One Chord Wonders - 2:36
2. Quickstep - 3:18
3. Gary Gilmore's Eyes - 2:13
4. Bored Teenagers - 1:54
5. Safety in Numbers - 3:31
6. We Who Wait - 2:02
7. On Wheels (live) - 4:09
8. New Boys (live) - 3:24
9. New Church (live) - 2:26
10. Gary Gilmore's Eyes (live) - 2:20
11. Drowning Men (live) - 2:05
12. No Time to Be 21 (live) - 2:38

## Formazione[6]
- T.V. Smith - voce
- Gaye Advert - basso, voce d'accompagnamento
- Howard Pickup - chitarra, voce d'accompagnamento
- Laurie Driver - batteria
- John Leckie - produttore
- Nicholas Deville - design